# Phase shift keying

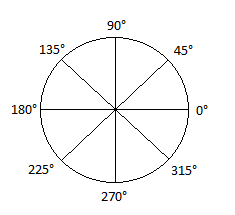
Constellatiediagram

Phase shift keying (PSK) is een modulatietechniek voor het versturen en ontvangen van digitale signalen, waarbij de fase van het te verzenden signaal verandert om de bits weer te geven.
Er zijn verschillende methodes van PSK. De eenvoudigste methode maakt gebruik van twee fasen: 0° en 180°. Het digitale signaal wordt in de tijd opgedeeld in individuele bits. Deze methode wordt ook wel binaire PSK genoemd (BPSK).
Kwadratuur-PSK (QPSK) is gebaseerd op BPSK met 4 fasen: 45°, 135°, 225° en 315° Elke fase stelt bij QPSK twee bits voor (00, 01, 10 of 11). Van deze techniek bestaat een variant, ¼π-QPSK.
Een geavanceerdere techniek is 8-PSK, hierbij gebruikt men acht verschillende fasen om drie bits voor te stellen.

## Digitale modulatie
Modulatie is de techniek waarbij men informatie omzet naar een golfvorm, die kan worden uitgezonden. Om dit te verwezenlijken veranderen de modulator de eigenschappen van de golfvorm van de draaggolf. De volgende formule beschrijft dit:
{\displaystyle A\cos(2\pi f_{c}t+\phi )}
Hierbij is A de amplitude, fc de frequentie en ϕ de fase van de draaggolf. Het aanpassen van deze parameters noemt men ook wel "keying". Naargelang welke parameter aangepast wordt zijn er drie technieken:
- Amplitude shift keying (ASK)
- Frequency shift keying (FSK)
- Phase shift keying (PSK)

Bij ASK worden de verschillende symbolen voorgesteld door de amplitude van de draaggolf te variëren, de frequentie blijft onveranderd. Bij FSK worden ze voorgesteld door de draaggolffrequentie te variëren en bij PSK worden de symbolen voorgesteld door een faseverschuiving.

## Binaire phase shift keying (BPSK)

Constellatiediagram BPSK

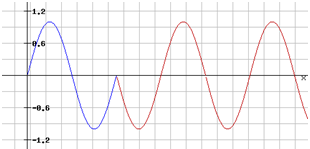
Voorstelling van sequentie 011 met BPSK

BPSK is de eenvoudigste vorm van PSK, er wordt gebruikgemaakt van twee fasen: 0° en 180°. Doordat deze techniek vrij basaal is veroorzaakt ruis of andere storing dat de demodulator minder foutieve beslissingen kan nemen, waardoor deze variant het meest robuust is. Het nadeel is dat men maar één bit kan weegeven per fase, waardoor deze methode minder geschikt is voor toeppassingen met een hoge datasnelheid.
Een BPSK-signaal kan gedefinieerd worden door:
{\displaystyle s(t)=Am(t)\cos \left(2\pi f_{c}t\right)}            met 0 ≤ t ≤ T
waar A een constante is, m(t) = +1 of −1, fc de draagfrequentie, en T de bittijd. Het signaal heeft een sterkte P = A²/2, zodat A = √(2P). Bovenstaande vergelijking is gelijkwaardig aan:
{\displaystyle {\begin{array}{rl}s(t)&=\pm {\sqrt {2P}}\cos \left(2\pi f_{c}t\right)\\&=\pm {\sqrt {PT}}{\sqrt {\tfrac {2}{T}}}\cos \left(2\pi f_{c}t\right)\\&=\pm {\sqrt {E}}{\sqrt {\tfrac {2}{T}}}\cos \left(2\pi f_{c}t\right)\\\end{array}}}
Waar E = PT de energie is, omvat in een bittijd. Als we φ1(t) = √(2/T) cos(2π fc t) als een orthonormale basisfunctie nemen is het constellatiediagram van BPSK signalen weergegeven in de figuur aan de rechter zijde.
De bitsequentie 011, met BPSK, wordt weergegeven op de figuur.

## Kwadratuur-phase shift keying (QPSK)

Constellatiediagram QPSK

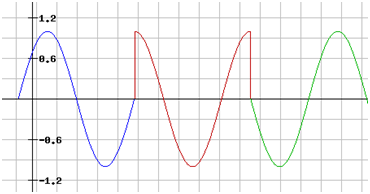
Voorstelling van sequentie 000110 met QPSK

Deze methode is complexer dan BPSK, men maakt hier gebruik van vier fasen: 45°, 135°, 225° en 315°. Met deze vier fasen is het mogelijk om twee bits per fase voor te stellen. Men kan een QPSK-signaal definiëren op volgende wijze:
{\displaystyle s(t)={\sqrt {\frac {2E}{T}}}\cos \left(2\pi f_{c}t+(2n-1){\tfrac {\pi }{4}}\right)}      met n = 1, 2, 3, 4
Hieruit kunnen we twee orhonormale basisfuncties afleiden.
{\displaystyle \Phi _{1}(t)={\sqrt {\frac {2}{T}}}\cos \left(2\pi f_{c}t\right)}
{\displaystyle \Phi _{2}(t)={\sqrt {\frac {2}{T}}}\sin \left(2\pi f_{c}t\right)}
Met deze twee orthonormale basisfuncties bekomen we het volgende constellatiediagram. (zie afbeelding). Als voorbeeld stelt bijgevoegde afbeelding het QPSK-signaal dat de sequentie 000110 voor.

### ¼π – QPSK

Constellatiediagram ¼π – QPSK

Dit is een variant op QPSK waarbij men gebruikmaakt van acht verschillende fasen, maar net zoals bij QPSK codeert een fase maar twee bits. Elke combinatie van twee bits komt dus twee maal voor, dit zorgt ervoor dat de faseverschuiving beperkt kan worden tot maximum 135°. De fasehoek wordt telkens zo gekozen dat er geen sprongen van 180° zijn. Het signaalconstellatiediagram wordt weergegeven op de bijgevoegde figuur.

## 8-phase shift keying (8-PSK)

Constellatiediagram 8-PSK

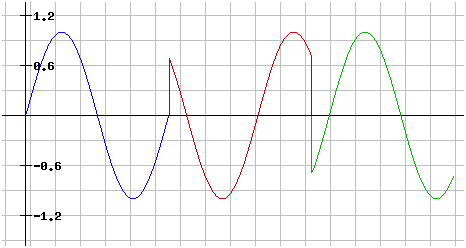
Voorstelling van sequentie 000011111 met 8-PSK

Dit is een hogere orde-PSK, er kunnen nog meer fasen dan 8 voorzien in PSK. Acht is meestal de hoogst gebruikte orde. Hier wordt per fase 3 bits gecodeerd. Dit geeft het volgende signaalconstellatiediagram. Het voorbeeld geeft het 8-PSK signaal van de sequentie 000011111 weer.

## Toepassingen
| Techniek        | Toepassingen                                                                                   |
| --------------- | ---------------------------------------------------------------------------------------------- |
| BPSK            | kabel modems,.. (1Mbit/s), amateurradioverbindingen                                            |
| QPSK , ¼π DQPSK | Satelliet, CDMA, NADC, TETRA, PHS, PDS, LMDS, DVB-S, kabel, kabel modems, TFTS (tot 11 Mbit/s) |
| 8-PSK           | Bluetooth 2 (@ 3Mbit/s), satellietverbindingen, luchtvaart                                     |